# Kanton Rombas
Kanton Rombas (fr. Canton de Rombas) je francouzský kanton v departementu Moselle v regionu Grand Est. Tvoří ho 14 obcí. Před reformou kantonů 2014 ho tvořily pouze dvě obce.

## Obce kantonu
od roku 2015:
- Amanvillers
- Amnéville
- Bronvaux
- Fèves
- Marange-Silvange
- Montois-la-Montagne
- Norroy-le-Veneur
- Pierrevillers
- Plesnois
- Rombas
- Roncourt
- Saint-Privat-la-Montagne
- Sainte-Marie-aux-Chênes
- Saulny

před rokem 2015:
- Amnéville
- Rombas